# Ptochophyle phanoptica
Ptochophyle phanoptica là một loài bướm đêm trong họ Geometridae.